# Placidochromis platyrhynchos
Placidochromis platyrhynchos är en fiskart som beskrevs av Mark Hanssens 2004. Placidochromis platyrhynchos ingår i släktet Placidochromis och familjen Cichlidae. Inga underarter finns listade i Catalogue of Life.